# Allobaccha ichneumonea
Allobaccha ichneumonea är en tvåvingeart som först beskrevs av Mario Bezzi 1915.  Allobaccha ichneumonea ingår i släktet Allobaccha och familjen blomflugor.
Artens utbredningsområde är Zimbabwe. Inga underarter finns listade i Catalogue of Life.